# Atletismo nos Jogos Pan-Americanos de 2003 - Salto em altura feminino
A prova do salto em altura feminino nos Jogos Pan-Americanos de 2003 foi realizada em 8 de agosto de 2003. 

## Calendário
| Data        | Fase  |
| ----------- | ----- |
| 8 de agosto | Final |

## Medalhistas
| Ouro   | DOM Juana Arrendel     |
| Prata  | MEX Romary Rifka       |
| Bronze | CUB Yarianny Argüelles |

## Recordes
Recordes mundial e pan-americano antes da disputa dos Jogos Pan-Americanos de 2003.
| Tipo                             | Atleta             | Tempo  | Local        | Data                 |
| -------------------------------- | ------------------ | ------ | ------------ | -------------------- |
|                                  | Stefka Kostadinova | 2.09 m | Roma         | 30 de agosto de 1987 |
| Recorde dos Jogos Pan-Americanos | Coleen Sommer      | 1.96m  | Indianápolis | 13 de agosto de 1987 |

## Resultados
| 1  | DOM Juana Arrendel    | 1.80-O | 1.83-O   | 1.86-O   | 1.89-O   | 1.92-XO  | 1.94-XO  | 1.96-XXX |          | 1.94 m |   |                        |        |        |        |        |          |  |  |  |        |
| 2  | MEX Romary Rifka      | 1.75-O | 1.80-O   | 1.83-XO  | 1.86-O   | 1.89-XO  | 1.92-O   | 1.94-XO  | 1.96-XXX | 1.94 m | 3 | CUB Yarianny Argüelles | 1.80-O | 1.83-O | 1.86-O | 1.89-O | 1.92-XXX |  |  |  | 1.89 m |
| 4  | USA Stacy Ann Grant   | 1.70-O | 1.75-O   | 1.80-O   | 1.83-O   | 1.86-XXO | 1.89-XXX |          |          | 1.86 m |   |                        |        |        |        |        |          |  |  |  |        |
| 5  | LCA Levern Spencer    | 1.65-O | 1.75-O   | 1.80-O   | 1.83-XXO | 1.86-XXX |          |          |          | 1.83 m |   |                        |        |        |        |        |          |  |  |  |        |
| 6  | USA Ifoma Jones       | 1.75-O | 1.80-XO  | 1.83-XXO | 1.86-XXX |          |          |          |          | 1.83 m |   |                        |        |        |        |        |          |  |  |  |        |
| 7  | ARG Solange Witteveen | 1.75-O | 1.80-O   | 1.83-XXX |          |          |          |          |          | 1.80 m |   |                        |        |        |        |        |          |  |  |  |        |
| 7  | CAN Nicole Forrester  | 1.80-O | 1.83-XXX |          |          |          |          |          |          | 1.80 m |   |                        |        |        |        |        |          |  |  |  |        |
| 9  | JAM Peaches Roach     | 1.65-O | 1.70-O   | 1.75-O   | 1.80-XO  | 1.83-XXX |          |          |          | 1.80 m |   |                        |        |        |        |        |          |  |  |  |        |
| 10 | BRA Luciane Dambacher | 1.65-O | 1.70-O   | 1.75-O   | 1.80-XXX |          |          |          |          | 1.75 m |   |                        |        |        |        |        |          |  |  |  |        |
| 11 | BAR Desiree Crichlow  | 1.65-O | 1.75-XO  | 1.80-XXX |          |          |          |          |          | 1.75 m |   |                        |        |        |        |        |          |  |  |  |        |